# Guerrero, delstaten Mexiko
Guerrero är en ort i Mexiko, tillhörande kommunen Acolman i delstaten Mexiko. Guerrero ligger i den centrala delen av landet och tillhör Mexico Citys storstadsområde. Orten hade 186 invånare vid folkräkningen 2010.